# Growing Up (ミュージシャン)
Growing Up（グローイング　アップ・略称：グロ）は、日本の賛美歌ミュージシャンである。

## 概要
Growing Upは、キリストに向かって熱く成長したいと願う若者たちによるキリスト教の集会。ここで歌われた曲などを、CDで発売している。

## アルバム
これまで5つのアルバムを出している
| No. | アルバム名      | 収録曲数 | 発売           |
| --- | --------------- | -------- | -------------- |
| 1st | Growing up      | 5        |                |
| 2nd | HOT SONG        | 9        | 2002年         |
| 3rd | LOVE            | 12       | 2004年         |
| 4th | 魂歌-tamauta-   | 13       | 2007年1月20日  |
| 5th | 永久歌-towauta- | 13       | 2009年12月25日 |